# Örjans Vall
L'Örjans Vall è il principale stadio di calcio della città svedese di Halmstad. Ospita le partite interne dell'Halmstads BK. Venne costruito nel 1922 per volere del re Gustavo VI Adolfo.
L'impianto ha ospitato un buon numero di partite internazionali: spiccano due gare dei Mondiali 1958 e tre degli Europei Under-21 del 2009, in seguito all'impossibilità di utilizzare la Borås Arena di Borås.
Il record di presenze appartiene comunque all'Halmia, seconda squadra della città, che nel 1962 registrò 20 381 spettatori nel match contro il Landskrona.
Lo stadio sorge sulle rive del fiume Nissan ed attualmente la sua capacità è stata ridotta a circa 11 100 persone. Presenta due tribune coperte, dotate di seggiolini rossi e blu, e due settori scoperti siti dietro alle porte, uno dei quali destinato alla tifoseria ospite.
Nel settembre 2008 si era deciso di procedere alla demolizione dell'attuale impianto e di sostituirlo con un altro più adatto ad ospitare gare internazionali.